# Pilli

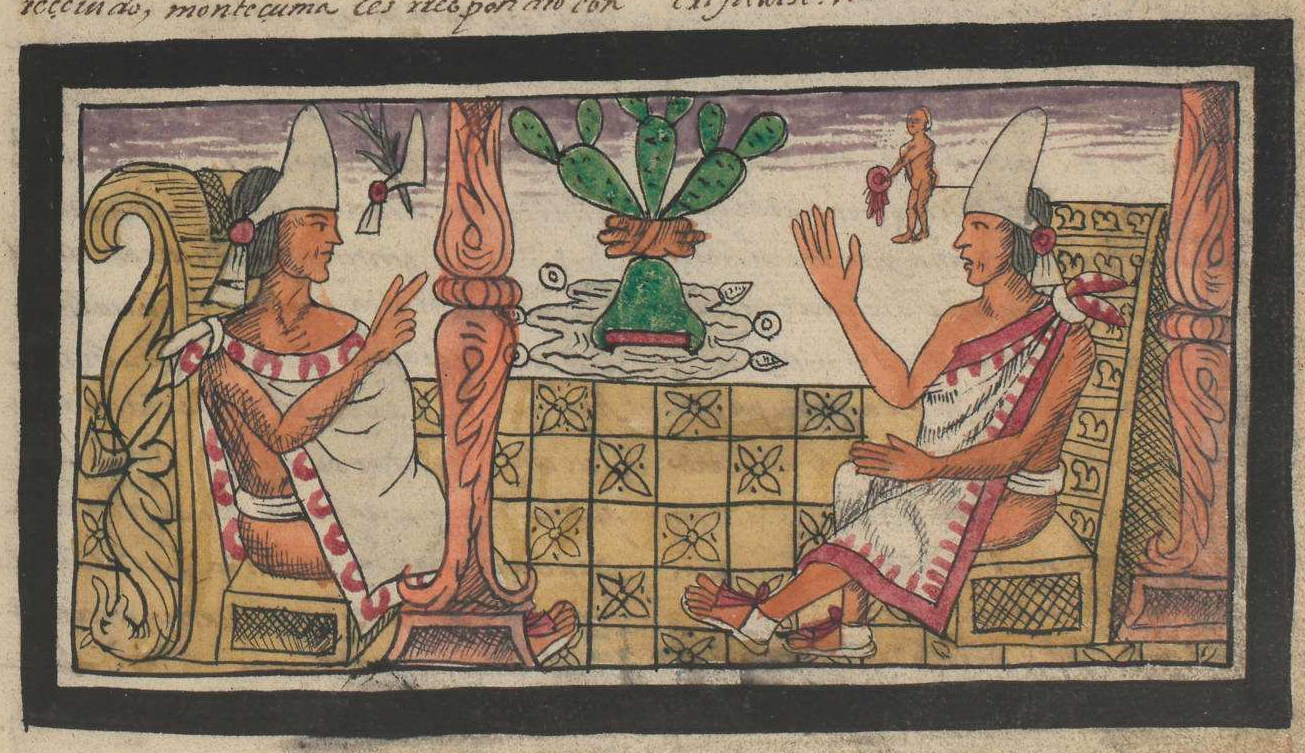
Pipiltin según el Codice Durán.

En idioma nahuatl, los aztecas denominaba pilli (plural: pipiltin) a un hidalgo o persona de la nobleza en la sociedad azteca.
Los Pipiltin eran la clase social noble del Imperio Mexica . Eran los más altos en la estructura social de la civilización y estaban por encima de los plebeyos que alcanzaban el estatus de noble debido a una hazaña sobresaliente en la guerra, a los que se les denominaba "Cuauhpipiltin". Los pipiltin eran miembros de la nobleza hereditaria y ocupaban puestos en el gobierno como embajadores y ministros, el ejército y el sacerdocio . Los pipiltin a menudo encabezaban sus propias casas nobles, llamadas tecalli , con sus propias tierras y trabajadores dependientes. Las subclases dentro de los pipiltin eran: tlahtohcapilli ( hijo de un tlahtoani ), tecpilli o teucpilli ( hijo de un teuctli ), tlazohpilli (hijo de una esposa legítima) y calpanpilli (hijo de una concubina ).
Los hijos de los pipiltin recibían una educación exhaustiva para prepararlos para el papel que desempeñarían en su vida adulta. Los enviaban al calmecac , que era el centro de estudios superiores, para estudiar matemáticas, arquitectura, filosofía, literatura, religión, historia, geografía,  el arte de gobernar y la guerra.

## Orígenes
Se sabe que a partir del año 500 d.c se empezaron a dar las primeras migraciones nahuas a la gran ciudad de Teotihuacán, la cual estaba en su pleno apogeo, siendo la ciudad más poderosa y más poblada del continente americano en aquel momento. Tiempo después en el año 650 d.c Teotihuacán cae por razones desconocidas, y los grupos nahuas que originalmente habían migrado a la ciudad se expandieron por toda Mesoamérica. A estos grupos nahuas se le conocieron como Toltecas, los cuales posteriormente serían mitificados por los mexicas.
A medida que los mexicas comenzaron a establecerse en lo que luego se convertiría en su patria, surgió una élite (los pipiltin ) que afirmaban descender de los toltecas , los cuales muchos siglos antes de los mexicas habían influenciado de manera muy significativa la región. La nueva élite hereditaria unificó los clanes que habían sido el centro de la vida mexica y dejó libre el camino para un imperio de conquista. Algunas fuentes describen a los pipiltin como descendientes de tlahtohqueh y teteuctin , que eran diferentes clases sociales dentro de la nobleza gobernante.
Por otra parte, la autoridad y el prestigio de los pipiltin se basaban en la creencia de que descendían de los fundadores migrantes originales de los aztecas y provenían de la ciudad mítica Aztlan.Debido a esta herencia, disfrutaban de privilegios como dispensa familiar especial, el uso de bienes privilegiados y viviendas apropiadas a su posición.